# Rue Montardy
La rue Montardy (en occitan : carrièra del Prat Montardit) est une voie de Toulouse, chef-lieu de la région Occitanie, dans le Midi de la France.

## Situation et accès

### Description
La rue Montardy est une voie publique. Elle se situe au cœur du quartier Saint-Georges.
Elle naît dans le prolongement de la rue du Poids-de-l'Huile, qui vient de la place du Capitole, au croisement de la rue Lapeyrouse. La plupart des façades datent des aménagements urbains de la ville au XIXe siècle, et sa largeur est régulière, de 7,50 mètres environ. Elle suit un tracé rectiligne orienté au sud-est et rejoint la rue Saint-Antoine-du-T., au carrefour de laquelle elle se termine.
La chaussée compte une seule voie de circulation automobile à sens unique, depuis la rue Lapeyrouse vers la rue Saint-Antoine-du-T. Elle appartient à une zone de rencontre et la vitesse y est limitée à 20 km/h. Il n'existe pas de piste, ni de bande cyclable, quoiqu'elle soit à double-sens cyclable.

### Voies rencontrées
La rue Montardy rencontre les voies suivantes, dans l'ordre des numéros croissants :
1. Rue Lapeyrouse
2. Rue Saint-Antoine-du-T.

### Transports
La rue Montardy est desservie à proximité par la navette Ville, qui parcourt la rue Saint-Antoine-du-T. Les stations de métro les plus proches sont la station Capitole, sur la ligne , et la station Jean-Jaurès, au croisement des lignes   du métro. À proximité se trouvent les arrêts des lignes des Linéo L1L8L9L14 et des bus 152329. 
Les stations de vélos en libre-service VélôToulouse les plus proches sont les stations no 1 (12 rue du Poids-de-l'Huile), no 3 (62 rue de la Pomme) et no 8 (19 rue Paul-Vidal).

## Odonymie
À la fin du Moyen Âge, au XIVe siècle, la rue Montardy porte, comme l'actuelle rue du Poids-de-l'Huile, le nom de rue Romenguières ou Roumenguières : carreria Romengueyras en occitan médiéval (1326), carraria Romengueriorum en latin médiéval (1389). Au XVIe siècle, comme elle longe au nord le pré Montardy, elle en prend le nom (carraria del Prat Montardi en occitan). L'origine même de ce nom reste cependant irrésolue : les mentions les plus anciennes désignent, à la fin du XIIe siècle déjà, le carrefour de la rue Lapeyrouse comme la place Montardy (ad planum Montis Arsini en latin médiéval, 1281). Jean Coppolani l'attribue à un ancien propriétaire, sans pouvoir l'identifier clairement. La rue, après avoir été renommée rue la Loi par les révolutionnaires en 1794, reprend simplement le nom de rue Montardy à partir du XIXe siècle,.

## Histoire

### Moyen Âge et période moderne
Au Moyen Âge, la rue n'est qu'une partie d'un chemin qui, après avoir longé au sud la Maison commune (actuel Capitole, rue du Poids-de-l'Huile), mène vers la rue du Saint-Loup (actuelle rue Saint-Jérôme) et le quartier des Clottes (emplacement de l'actuelle place Occitane). Elle se trouve au pied de l'ancien rempart romain et reste peu bâtie, principalement bordée de granges et de jardins. Elle longe d'ailleurs un vaste espace vacant, désigné comme le pré Montardy, qui s'étend jusqu'à l'actuelle rue du Lieutenant-Colonel-Pélissier. Au carrefour de la ruelle de Lagagnous (actuelle rue Lapeyrouse) se tient un marché aux fourrages. La population du quartier bénéficie également de la présence d'un puits public.
Le quartier se transforme à partir du XVIe siècle. Les terrains du pré Montardy sont progressivement bâtis : c'est en 1558 que le marché aux fourrages est supprimé. Les terrains sont principalement occupés par des espaces consacrés aux loisirs, tels des salles de jeu de paume (emplacement de l'actuel no 24). C'est également dans la rue que les capitouls font construire le Château-Vert (connue ironiquement comme la Grande-Abbaye), c'est-à-dire la maison close autorisée où sont enfermées les prostituées. Les auberges se font également plus nombreuses à la même époque : on y trouve l'auberge des Trois-Pigeons et celle du Chapeau-Noir. En 1557, le Château-Vert ayant été fermé, il devient en 1558 la maison de Saint-Roch, qui accueille les officiers du service des pestiférés, puis à partir du milieu du XVIIe siècle, une nouvelle auberge, la taverne du Bas d'Argent, tenue par Jean-François Caranove.

## Patrimoine et lieux d'intérêt
- no  3 : immeuble Sénac. 
L'immeuble est construit en 1881 pour M. Sénac, sur les plans d'Achille Ambialet, qui est également en 1878 l'architecte de la Maison Universelle tout proche (actuel no 1 rue du Poids-de-l'Huile)[3].

- no  5 : immeuble.  Inscrit MH (1974, façade)[4]. 
L'immeuble actuel s'élève à l'angle de la rue Saint-Antoine-du-T. (actuel no 25), occupé au entre 1527 et 1557 par un lieu réservé par les autorités capitoulaires à la prostitution, la Grande-Abbaye (ou Château-Vert), et remplacé dans la deuxième moitié du XVIe siècle par une maison religieuse, la maison de Saint-Roch. Les bâtiments sont remplacés par un nouvel immeuble, construit entre 1824 et 1834 dans le cadre de l'aménagement de la place du Président-Thomas-Woodrow-Wilson et des allées du Président-Franklin-Roosevelt sur les plans de l'architecte de la ville, Jacques-Pascal Virebent[5]. 
Les façades sont d'un style néoclassique en vogue à Toulouse dans la première moitié du XIXe siècle. Le corps de bâtiment sur la rue Montardy s'élève sur cinq niveaux : un rez-de-chaussée, un entresol et trois étages. Le rez-de-chaussée et l'entresol sont réunis par de grandes arcades de boutique voûtées en plein cintre. Au 1er étage, les fenêtres sont surmontées d'une corniche. L'élévation est couronnée par une large corniche moulurée et surmontée d'un attique[6].

- no  22 : grand magasin les Nouvelles Galeries.  Patrimoine XXe siècle (2017)[7]. 
En 1958, la société immobilière des Nouvelles Galeries décide la construction d'un nouveau bâtiment sur les terrains de l'hôtel de Caulet-Rességuier et d'autres immeubles entre la rue Lapeyrouse (anciens no 4 à 8), la rue du Lieutenant-Colonel-Pélissier (actuel no 3) et la rue Montardy (anciens no 22). L'immeuble, de style moderne, est élevé entre 1960 et 1962 sur les plans des architectes René Mialhe et André Dubard de Gaillarbois. En 2005, le magasin prend le nom des Galeries Lafayette
Le bâtiment possède une ossature de poteaux et de poutres en béton avec remplissage de briques. Le rez-de-chaussée est entièrement ouvert par les vitrines et surmonté d'une marquise en béton, qui souligne la rupture entre le rez-de-chaussée et les étages. Sur les trois premiers étages, la façade forme une masse courbe, couverte de dalles de travertin. Au 3e étage, un bandeau de fenêtres de 3 mètres de haut, qui marque l'angle courbe du bâtiment, éclaire la façade. Les deux derniers étages sont en retrait. Un snack-bar, le Panoramic, réalisé sur l'ensemble du toit-terrasse du grand magasin, a été démonté, mais ce niveau accueille toujours un restaurant qui offre une vue panoramique sur les toits toulousains[8],[9]. En 2017, un nouveau restaurant en rooftop, « Ma Biche sur le Toit », est inauguré[10].

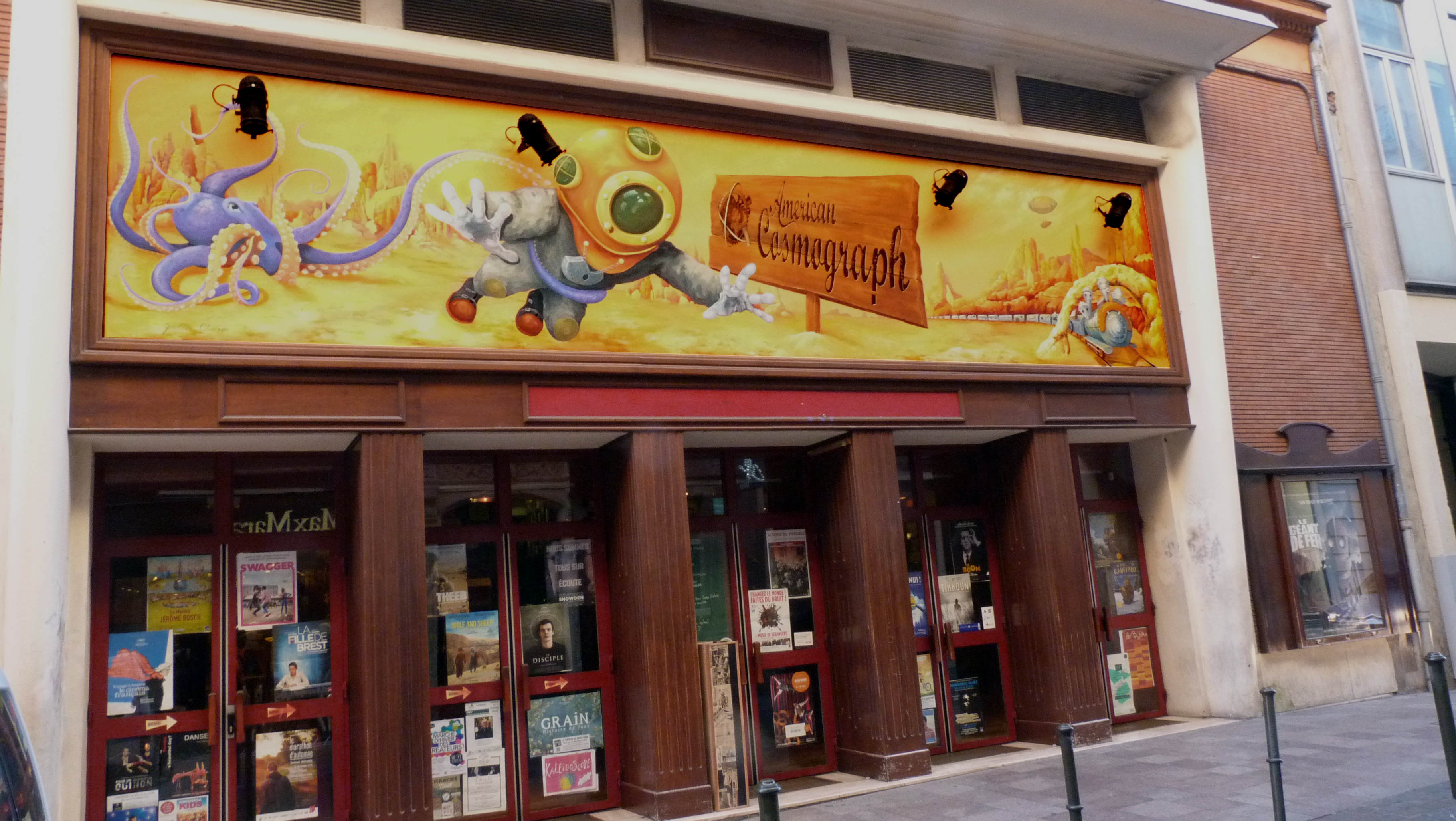
no 24 : façade de l'American Cosmograph.

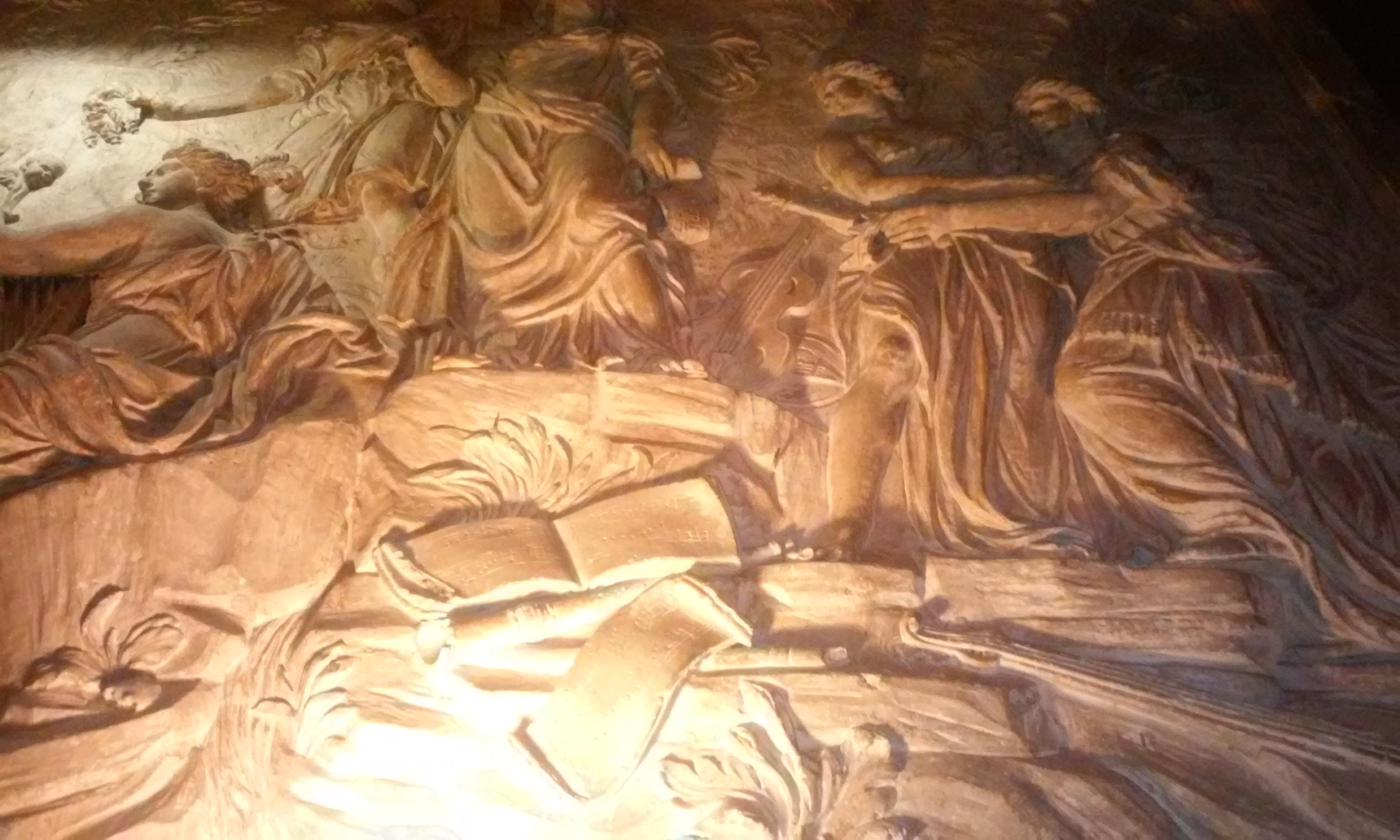
no 24 : Apollon et les Muses, bas-relief de Marc Arcis.

- no  24 : cinéma American Cosmograph. 
Une première salle de spectacle est construite sur le pré Montardy en 1687, à l'emplacement de la salle de jeu de paume de Jean Ducros, qui s'ouvre sur la rue des Pénitents-Bleus (actuel no 5 rue du Lieutenant-Colonel-Pélissier). Mais cette Salle du Jeu de spectacle est détruite en 1748 par un incendie. Il reste de la décoration de cette salle un bas-relief de Marc Arcis représentant Apollon et les muses. La salle est reconstruite et continue à accueillir des concerts jusqu'en 1781, date à laquelle elle devient un lieu de réunion pour des sociétés savantes. 
Un nouvel immeuble est construit dans la première moitié du XIXe siècle, dans un style néoclassique. La façade, est rythmée par les fenêtres rectangulaires couronnées de corniches et la niche centrale qui devait recevoir une statue. 
De 1907 à 1927, le bâtiment accueille un cinéma, l'American Cosmograph. En 1940, le cinéma le Rio reprend les lieux, qui sont modifiés en 1950, lorsque la façade est transformée par l'architecte Georges Peynet, et en 1980, pour le réaménagement des trois nouvelles salles. En 1993, le cinéma devient l'Utopia Toulouse, avant de se séparer du groupe Utopia et de reprendre le nom d'American Cosmograph en 2016[11].